# Metapelma leucoptera
Metapelma leucoptera är en stekelart som beskrevs av Jean Risbec 1958. Metapelma leucoptera ingår i släktet Metapelma och familjen hoppglanssteklar.
Artens utbredningsområde är Zimbabwe. Inga underarter finns listade i Catalogue of Life.